# Vahi, Harjumaa
För andra betydelser, se Vahi.
Vahi är en by (estniska: küla) i Harku kommun i landskapet Harjumaa i norra Estland. Byn ligger vid ån Vääna jõgi, nära Riksväg 8. 
I kyrkligt hänseende hör byn till Keila församling inom den Estniska evangelisk-lutherska kyrkan.